# 季季莫蒂洪城堡

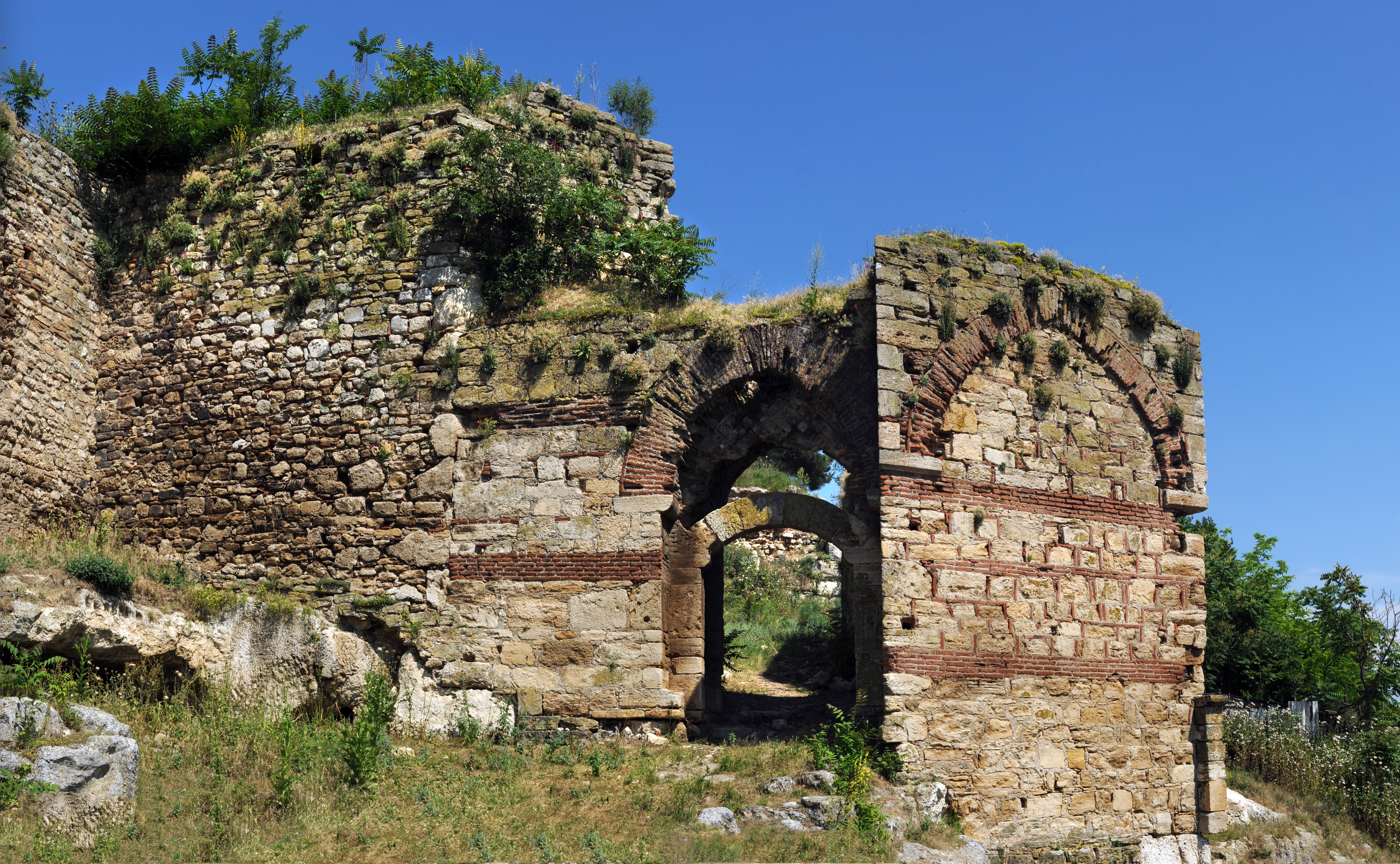
季季莫蒂洪城堡

季季莫蒂洪城堡（希臘語：Κάστρο του Διδυμοτείχου）是希臘的一座中世紀城堡，位於东马其顿和色雷斯大区季季莫蒂洪镇附近。